# Zweefvliegen (sport)
Zweefvliegen is vliegen met een zweefvliegtuig. Een zweefvliegtuig vliegt op dezelfde manier als een vliegtuig, maar gebruikt doorgaans geen (hulp)motor. Daardoor verloopt de vlucht normaliter in een dalende lijn waarbij het toestel 0,5 à 1 meter per seconde aan hoogte verliest ten opzichte van de omringende lucht. Door hoogte te winnen in stijgwind kan het toestel langer in de lucht blijven en een grotere afstand afleggen. Hoogtewinst wordt bereikt door gebruik te maken van thermiek, hellingstijgwind of golf.

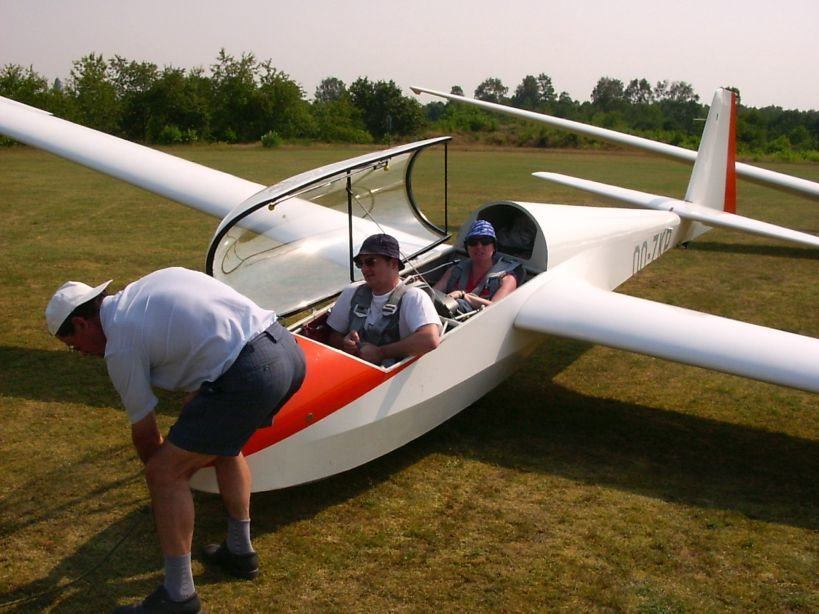
Een ASK-13-zweefvliegtuig wordt aan een kabel gekoppeld voor de start.
In dit geval wordt het een sleepstart, dus achter een sleepvliegtuig. Dat blijkt uit de gebruikte haak in de neus van het zweefvliegtuig, want voor een lierstart heeft de ASK-13 een haak aan de onderkant.
Meestal geschiedt het aankoppelen van de kabel pas op het laatste moment, dus (in tegenstelling tot de foto) als de kap al dicht is.
De zweefvliegers dragen petjes of hoedjes om tegen een zonnesteek beschermd te zijn.

## Geschiedenis

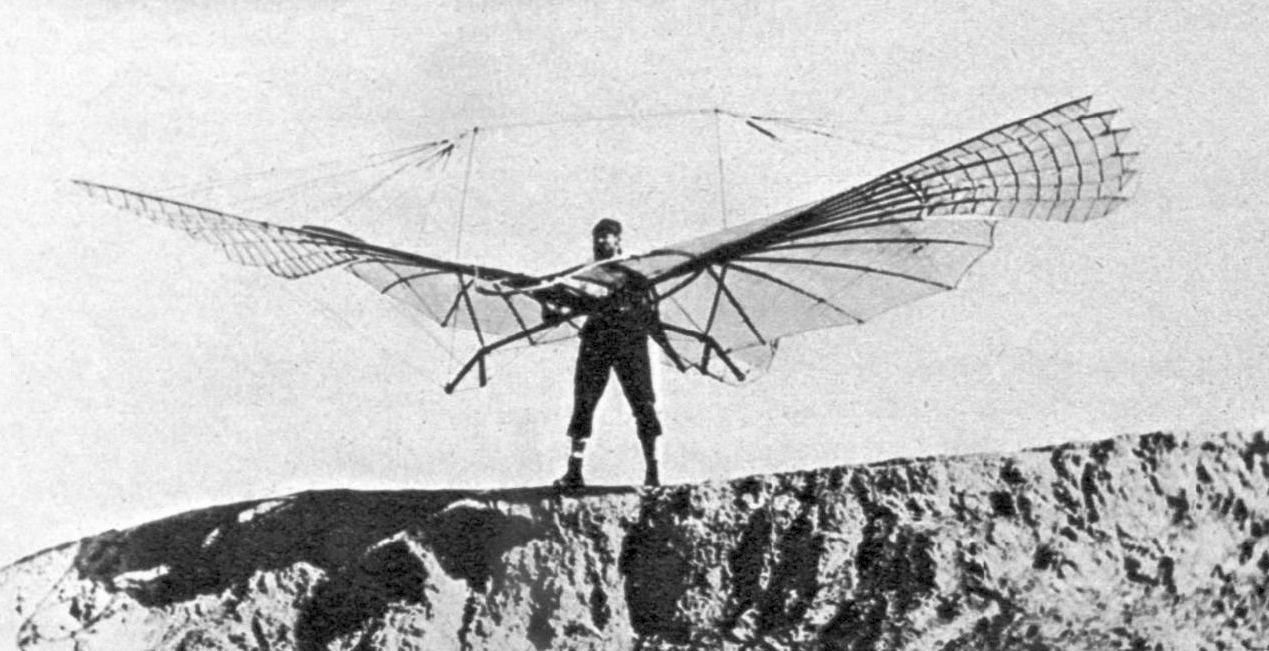
Otto Lilienthal

In het begin van de negentiende eeuw onderzocht George Cayley de mogelijkheden van vliegen en hij ontwierp een zweefvliegtuig. Dat ontwerp vloog als een model in 1804. Hij ontwikkelde het model verder en in juli 1853 vloog Caley's koetsier met het uiteindelijke model. Otto Lilienthal bestudeerde niet veel later het vliegen van vogels en de pogingen van mensen om dat te imiteren (Theorie des Vogelflugs uit 1893). Door van een heuvel af te springen kon hij korte vluchten maken. Hij maakte tussen 1889-1896 meer dan tweeduizend vluchten met het door hemzelf ontworpen zweefvliegtuig. Op 9 augustus 1896 stortte hij neer en hij overleed de volgende dag aan zijn verwondingen.
Zijn ideeën werden later gebruikt door de gebroeders Orville en Wilbur Wright. In 1900 gingen ze naar Kitty Hawk in North Carolina, omdat het daar vaak hard waait. Van 1900 tot 1902 experimenteerden ze met zweefvliegtuigen en elk jaar bouwden ze een nieuw zweefvliegtuig. Het laatste zweefvliegtuig bevatte veel belangrijke veranderingen en ze maakten er meer dan duizend vluchten mee. De broers bouwden uiteindelijk een zweefvliegtuig voorzien van een motor genaamd de Flyer. Daarmee maakten zij op 17 december 1903 de eerste geslaagde motorvlucht.
Door de enorme belangstelling die ontstond voor het gemotoriseerde vliegen raakte het zweefvliegen in de vergetelheid. De echte ontwikkeling van het zweefvliegen begon na de Eerste Wereldoorlog. Wegens het verdrag van Versailles mocht Duitsland geen gemotoriseerde vliegtuigen meer hebben. De Duitsers wilden toch graag vliegen en ze begonnen zweefvliegtuigen te ontwikkelen. Ze keken naar hun voorganger Otto Lilienthal en bouwden verschillende zweefvliegtuigen. Oskar Ursinus verzamelde de zweefvliegers op de Wasserkuppe en daar werden veel records gevlogen. Dit maakte veel mensen enthousiast en in heel Duitsland ontstonden zweefvliegclubs. In 1920 werd op de Wasserkuppe de eerste wedstrijd (Wettbewerb) georganiseerd door Oskar Ursinus.

### Nederland
Hoewel de eerste vlucht met een zweefvliegtuig al in 1908 plaatsvond (namelijk door Willem-Hendrik Schukking op militair oefenterrein De Stompert), kwam de ontwikkeling van het zweefvliegen in Nederland pas echt op gang in 1929 nadat de Koninklijke Nederlandse Vereniging voor Luchtvaart (KNVvL) de mogelijkheid onderzocht om zweefvliegen te introduceren in Nederland. Daarvoor werd de Duitse constructeur en deskundige Alexander Lippisch uitgenodigd en hij oordeelde positief. Het eerste zweefvliegtuig van de KNVvL werd in Nederland gemaakt door Panders hoofdontwerper Theo Slot, de Zögling (een ontwerp van Lippisch). De bouw startte op 20 januari 1930 en op 6 april werd de eerste testvlucht gemaakt door J.E. van Tijen. De volgende dag, 7 april, werd de Eerste Nederlandse Zweefvliegclub (E.N.Z.C.) opgericht en andere zweefvliegclubs volgden. De E.N.Z.C. schafte later de Mayer (PH-2) aan.
Inmiddels telt Nederland ongeveer veertig zweefvliegclubs en de KNVvL afdeling Zweefvliegen is nog steeds de overkoepelende organisatie.

### België
In België werd voor het eerst in 1923 gevlogen met een zweefvliegtuig. Dit geschiedde door Victor Simonet en Kapitein Lambert te Remouchamps. Twee jaar later kwam Simonet om bij een zweefvliegdemonstratie en duurde het tot 1930 eer er weer een poging werd gewaagd. Wolf Hirth maakte toen op verzoek van Suzanne Lippens een zweefvlucht van ruim één uur nabij Leuven. Op 11 maart 1931 werd vervolgens de "Cercle Universitaire Catholique de Vol sans Moteur" opgericht in Leuven met als eerste aankoop een Kassel 12 gebouwd door SABCA. Inmiddels is er een Belgische koepel ontstaan, de Belgische Zweefvliegfederatie, die drie vleugels heeft: de Liga van Vlaamse Zweefvliegclubs, la Fédération des clubs francophones de Vol à Voile en de Luchtcadetten van België.

### Suriname
Het zweefvliegen in Suriname begon rond 1960, met een door Fokker gebouwde Gövier - Fokkers eerste naoorlogse vliegtuig - op vliegveld Zanderij. In 1973 hield de zweefvliegclub ermee op. Zweefvliegen kwam in 1995 weer van de grond nadat Paul Kamps een Scheibe Specht zweefvliegtuig importeerde en er de Zweefvliegclub Akka, Surinaams voor roofvogel, oprichtte.

## Opstijgen

### Lierstart

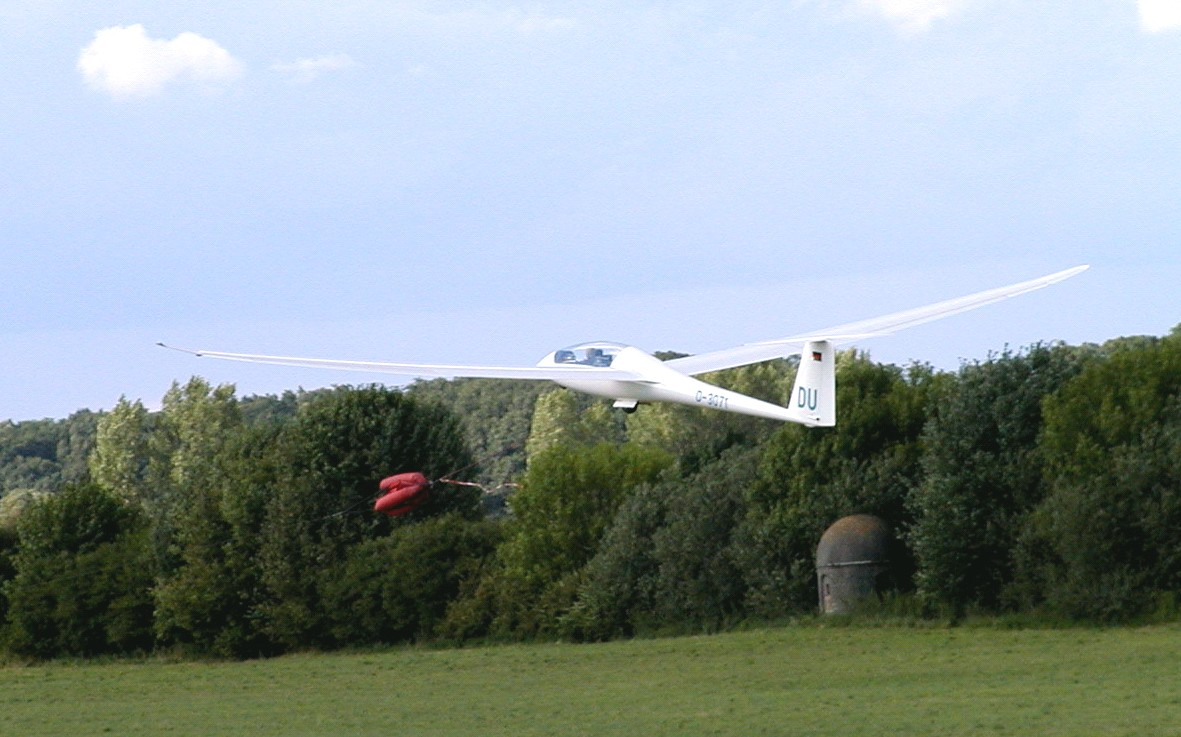
Begin van de lierstart

Het zweefvliegtuig wordt door middel van een lierkabel voortgesleept, en nadat het losgekomen is van de grond "omhoog gelierd".
De lier is een combinatie van een motor met een koppelomvormer en een kabeltrommel op een vrachtwagen of een getrokken onderstel van ten minste 200 pk. Op een lier zitten een tot zes staal- of kunststofkabels van minimaal 1000 tot 2400 meter. Aan het einde van de kabel is een kabelchute bevestigd met een diameter van maximaal twee meter. Doordat de kabelchute deel uitmaakt van de verbinding tussen lier en zweefvliegtuig blijft hij gesloten bij het oplieren en gaat pas open na het ontkoppelen van het zweefvliegtuig. Na het ontkoppelen gaat de kabelchute open en kan de lierist de lierkabel op spanning inlieren zodat de kabel netjes om de trommel gewonden wordt.
Tussen de chute en het zweefvliegtuig zit een touw van dertig meter en een breukstuk. Dit breukstuk (in feite een mechanische zekering) breekt als er te veel kracht op komt te staan, bedoeld om overbelasting van het vliegtuig te voorkomen. Er zijn verschillende breukstukken voor een- en tweezitters.

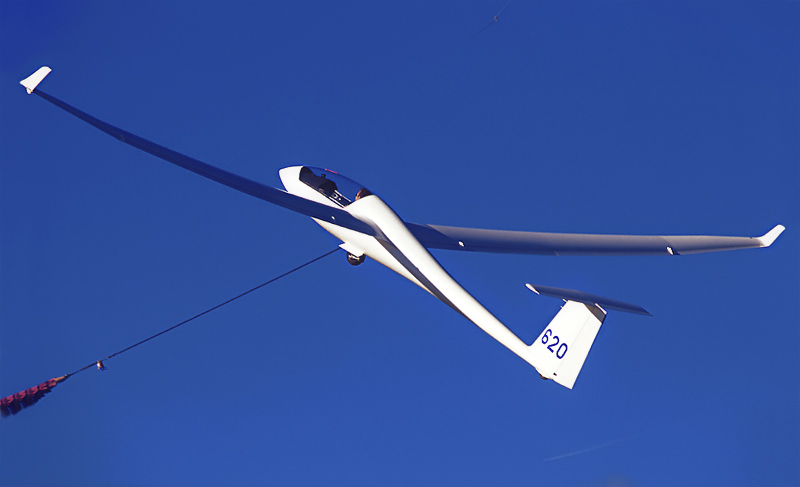
Ventus 2b bezig met de lierstart

Bij de start accelereert het vliegtuig in een paar seconden tot ongeveer 100 kilometer per uur. Vrij snel neemt het vliegtuig een steile hoek aan, ongeveer 45°. Na ongeveer 30 seconden is een hoogte van 300 tot 500 meter bereikt, (deze hangt af van onder andere de kwaliteit van de lier, de steilheid van de hoek en de heersende wind). Het zweefvliegtuig is nu bijna recht boven de lier aangekomen. De lierist sluit het gas, de zweefvlieger merkt dat de lierkabel minder snel wordt binnen gelierd en ontkoppelt de kabel. Daarna wordt de kabel snel ingelierd, zodat hij niet in de knoop raakt. De kabelchute helpt hierbij door de luchtweerstand die hij opwekt, hierdoor loopt de kabel minder snel van de trommel en is er dus minder kans op schade aan de lier.
De zwaartepuntshaak (de haak aan de onderkant van de romp van het vliegtuig) is zodanig van constructie dat de kabel eraf valt als er een kracht naar achter ontstaat. Dus als de vlieger niet zelf ontkoppelt, geschiedt het ontkoppelen automatisch. Werkt deze constructie niet, en wordt er toch niet ontkoppeld, dan moet de lierist de kabel onmiddellijk kappen (doorhakken). De lier is daartoe ook van een kapinstallatie voorzien.
Na het lieren van een aantal vliegtuigen heeft de lier alle kabels binnengehaald, en worden de kabels aan een auto of tractor gehaakt en uitgetrokken naar de startplaats.
Het grootste voordeel van lieren is dat het goedkoop is, er zijn echter meerdere nadelen. Ten eerste kunnen de kabels door elkaar raken of van de trommels lopen. Dit is wat men "spaghetti" noemt of in het Duits "seilsalat". Het kan enige tijd kosten om alles te ontwarren waardoor het vliegbedrijf gauw een half uur tot een uur stil ligt.
Het tweede nadeel is dat het zweefvliegtuig niet na de start in een thermiekbel wordt afgezet.
Het derde nadeel is dat de kabel kan breken, waardoor de start moet worden afgebroken.

### Sleepstart

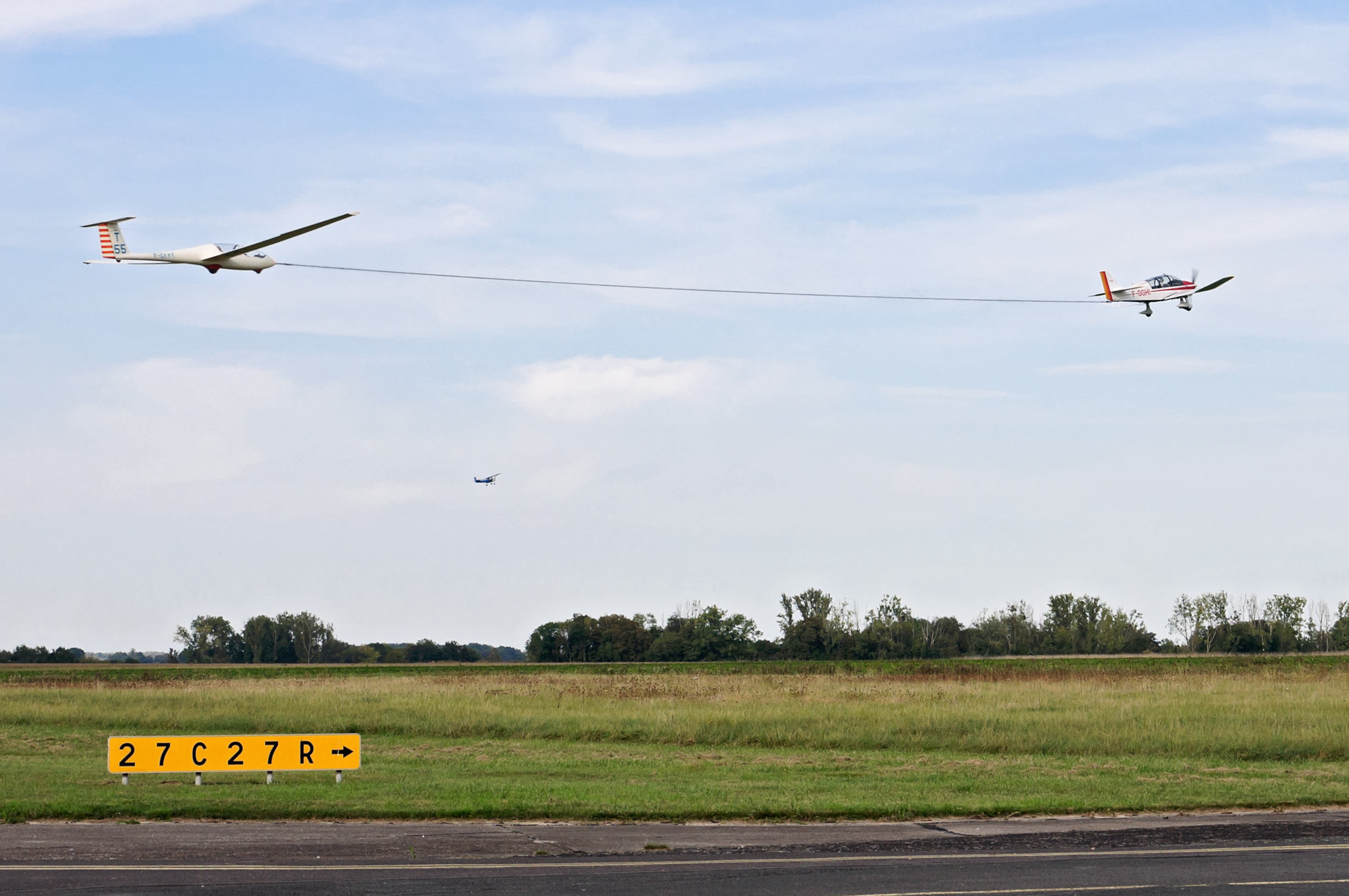
Een sleepvliegtuig (Robin DR400-180R) sleept een zweefvliegtuig (Grob G 103 Twin Astir II)

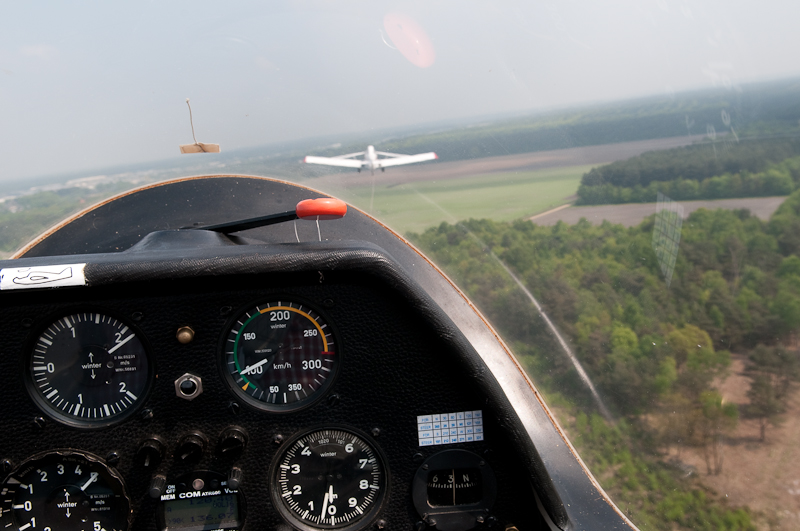
De sleepstart. Op de kap is een draadje (piefje) geplakt om de luchtstroming rond het zweefvliegtuig aan te geven. Het piefje helpt bij het vliegen van een gecoördineerde bocht.

Een sleepvliegtuig sleept een zweefvliegtuig omhoog door middel van een nylonkabel van zo'n 50 meter. De bestuurder van het zweefvliegtuig zorgt ervoor dat zijn vliegtuig tijdens het slepen op ongeveer gelijke hoogte als het sleeptoestel vliegt. Zit het zweefvliegtuig te hoog, dan wordt de staart van het sleepvliegtuig omhoog getrokken. Zit hij te laag, dan zou het sleepvliegtuig in een overtrokken toestand terecht kunnen komen.
Evenals bij de lierstart bevindt zich een breukstuk tussen de kabel en het zweefvliegtuig.
Als de gewenste hoogte en plaats is bereikt, signaleert de sleepvlieger dat door even met zijn vleugels te wiebelen (links-rechts-links) of met de radio een boodschap te geven, waarna de zweefvlieger ontkoppelt. De twee vliegtuigen vliegen volgens een vast patroon uit elkaar. Het motorvliegtuig maakt een dalende bocht naar links, het zweefvliegtuig maakt een stijgende bocht naar rechts. Hierbij wordt de hogere snelheid van het zweefvliegtuig omgezet in hoogte aangezien de snelheid van de sleepkist meestal een kilometer of twintig boven de optimale snelheid van de zweefkist ligt.
Het sleepvliegtuig neemt de kabel met breukstuk weer mee naar beneden. Hierna zijn er enkele mogelijkheden:
1. De sleepvlieger werpt de kabel af in een daarvoor aangewezen gebied en vliegt daarna een rondje (circuit) om te landen.
2. De sleepvlieger heeft een oprolautomaat waarmee hij de sleepkabel tijdens de daalvlucht kan intrekken.
3. De sleepvlieger landt met de kabel nog vastgemaakt aan het sleepvliegtuig. Dit wordt niet aanbevolen, er kan tijdens de landing een boomtak worden meegenomen en het kan zelfs gebeuren dat de kabel aan een boom blijft hangen, met een ongeval ('kraak') als gevolg.

Als de zweefvlieger door de een of de andere oorzaak niet kan ontkoppelen, roept hij de sleepvlieger op via de radio of doet hij zijn remkleppen uit om aan te geven dat hij niet kan ontkoppelen. De combinatie vliegt dan terug naar het veld om te landen. Kan de zweefvlieger opnieuw niet ontkoppelen, dan wiebelt hij met zijn vleugels, waarna de sleper met zijn richtingsroer heen en weer beweegt om aan te geven dat hij dit begrepen heeft. Ze landen dan als aangekoppelde sleep gezamenlijk weer op het (vlieg)veld.
Krijgt de sleepvlieger een motorstoring, dan ontkoppelt hij direct. Gebeurt dit op geringe hoogte, dan ontkoppelt de zweefvlieger ook. Hij moet goed kijken waar de kabel neerkomt, zodat de clubleden de kabel later kunnen terugvinden. Treedt de motorstoring op grotere hoogte op, dan kan de zweefvlieger nog proberen de kabel thuis te brengen. Afhankelijk van de hoogte kan de zweefvlieger besluiten buiten het veld te landen, terug te keren of verder te vliegen.
De voordelen van een sleepstart zijn dat het zweefvliegtuig in een thermiekbel of golf afgezet kan worden. De zweefvlieger hoeft dan niet te zoeken naar de eerste thermiek en de vlucht zal langer duren. Men kan vooraf afspreken naar welke hoogte men opgesleept wil worden, standaard is 500 meter. De nadelen van de sleepstart zijn hogere kosten, meer geluidsoverlast en een hoger brandstofverbruik.

### Zelfstart

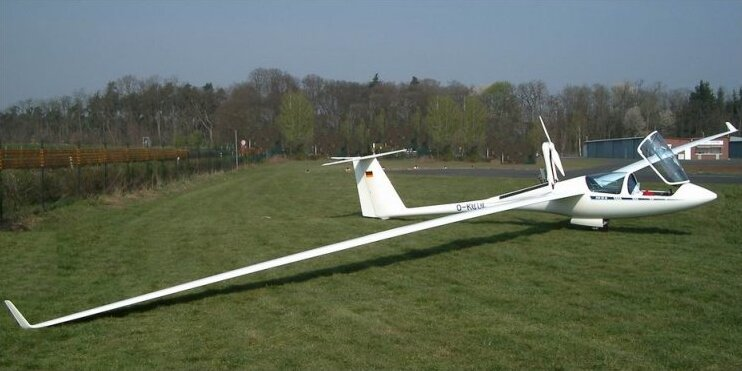
ASH-25 met motor

Er is ook nog een derde methode: de zelfstart. Daartoe is het zweefvliegtuig uitgerust met een uitklapbare propeller. Daarmee start het (motor)zweefvliegtuig net als een motorvliegtuig vanaf de grond, maar op 500 meter gekomen wordt deze stilgezet en ingeklapt. Bijkomend voordeel: is er geen thermiek in de buurt te vinden, dan kan de propeller weer worden uitgeklapt om een eindje verderop het opnieuw te proberen.

### Oude en weinig gebruikte startmethodes
- bungee of rubberkabel start, door met een groep mensen aan een elastisch touw te trekken, terwijl een tweede ploeg het toestel vasthoudt wordt het zweefvliegtuig een heuveltje af gelanceerd. Deze methode wordt af en toe nog gebruikt bij historische zweefvliegtuigen en ook bij de Engelse Midland Gliding Club.
- autostart, een auto trekt het zweefvliegtuig vooruit. De techniek is in wezen hetzelfde als bij de lierstart, maar de start verloopt een stuk vlakker.
- omgekeerde autostart, een katrol aan het einde van de startbaan geleidt de kabel. De kabel is bevestigd aan de auto en de auto rijdt naar het zweefvliegtuig toe.
- van de heuvel afrennen, onder de zitplaats van het zweefvliegtuig zitten klapdeuren. Door de voeten naar buiten te steken en van de heuvel af te gaan rennen, gaat het zweefvliegtuig vliegen. Op dit moment zijn maar een paar ultralight zweefvliegtuigen hiermee uitgerust.

### Signalering
Er zijn verschillende manieren om aan de lierman of sleepvlieger te signaleren wat hij moet doen. De tekens zijn afgesproken. Er kan gesignaleerd worden met een spreekverbinding (radio), een lamp (bijvoorbeeld de koplamp van een auto) of met gebaren.
Om te gebaren naar een lierman, die meer dan een kilometer ver kan zijn, wordt een felgekleurd bord gebruikt (de 'plak'). Bij slepen volstaat men met armgebaren.

Thermische kolom. De cumuluswolk (A) bevindt zich boven de grond. De zon verhoogt de temperatuur van de grond die vervolgens de lucht erboven verwarmt (1). De bel met hete lucht begint te stijgen (2) tot een bepaald punt. Door de lagere temperatuur condenseert de massa en beweegt naar beneden (3).

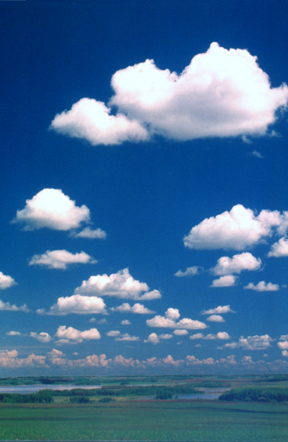
Goed weer om "overland" te gaan. cumulus humilis, met een witte wolkenbasis, waarschijnlijk zit hier thermiek en waait het zacht

|                    | Spraak         | Licht         | Gebaar                         |
| ------------------ | -------------- | ------------- | ------------------------------ |
| Kabel straktrekken | "Straktrekken" | Lamp knippert | Arm of plak omhoog             |
| Kabel Strak        | "Strak"        | Lamp aan      | Arm of plak omlaag             |
| Noodstop           | "Stop"         | Lamp uit      | Zwaaien (dit heet 'afzwaaien') |

## Vluchtduurverlenging
Na de start verlaat het zweefvliegtuig het "circuit", en gaat de zweefvlieger op zoek naar gunstige atmosferische omstandigheden.
Een zweefvlieger kan door middel van een aantal methodes op zoek gaan naar gunstige condities in de atmosfeer die er voor zorgen dat zijn vliegtuig niet volgens het glijgetal (behorende bij het specifieke vliegtuig) langzaam daalt in de omringende luchtmassa maar juist hoogtewinst boekt ("stijgen") en hierdoor de vluchtduur kan verlengen.
Er zijn een aantal methodes/technieken om hoogte te winnen:

### Thermiek
Thermiek bestaat uit opstijgende warme luchtbellen. De zon verwarmt de aarde, die niet homogeen van samenstelling is, denk aan zand of kleigrond. Hoe minder vocht de bodem bevat, hoe sneller de bodem en de lucht erboven opwarmt. De warmere lucht boven de grond stijgt op (convectie). Er ontstaat dan thermiek, of ook wel thermiekbellen genoemd. Door van thermiekbel naar thermiekbel te vliegen kan het zweefvliegtuig in de lucht blijven en indien gewenst grotere afstanden afleggen.

### Hellingstijgwind
Hellingstijgwind ontstaat aan de loefzijde van duinen, heuvels en bergen. De wind wordt gedwongen om tegen de helling op te stijgen. De stijgende lucht kan merkbaar zijn tot enkele malen de hoogte van de helling. Door met een zweefvliegtuig in deze stijgende lucht te gaan vliegen, is het mogelijk om uren in de lucht te blijven. Een voorwaarde is dat de helling hoog genoeg is, de wind hard genoeg is en de windrichting ongeveer loodrecht op de helling staat.

### Golf
Golfstijgwind of golf is een stationaire golf van daal- en stijgwinden die kan ontstaan bij harde wind achter een bergketen. Het werd voor het eerst in 1933 ontdekt door de twee Duitse zweefvliegers, Hans Deutschmann en Wolf Hirth, boven het Reuzengebergte en is een verandering in atmosferische druk, temperatuur en orthometrische hoogte in een luchtstroom veroorzaakt door verticale verplaatsing, bijvoorbeeld stuwingsneerslag, wanneer de wind over een berg of een bergketen heen waait. Golven kunnen ook worden veroorzaakt doordat de wind over een plateau waait of zelfs door bovenwinden die worden afgebogen door een thermische luchtzak of wolkenstraat.

## Overlandvliegen
Bij overlandvliegen vliegt een zweefvlieger weg van zijn thuisveld en is daarna niet meer in staat om in één steek (rechtuit vliegen zonder expliciet gebruik te maken van thermiek) naar zijn thuisveld terug te vliegen. Het overlandvliegen kan eindigen met een landing op een (zweef)vliegveld, maar eindigt soms met een "buitenlanding", een landing in een akker of weiland.

## Landing

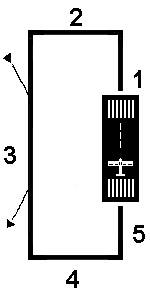
het "circuit": 1: upwind 2: crosswind 3: downwind 4: base-leg 5: final

Om terug te keren naar het landingsveld wordt een standaard procedure (rondje) gevlogen; een circuit. Het (zweef)vliegtuig sluit meestal aan op "downwind" ( #3 op het plaatje rechts) om daarna via "base-leg" (#4) naar "final"(#5) te vliegen. Van belang hierbij is dat de juiste hoogte en snelheid gevlogen wordt om -op de juiste plaats- op het landingsveld te landen. Op final gebruikt het vliegtuig (zo nodig) de remkleppen om snel hoogte te verliezen.

## Instrumentarium
De meeste zweefvliegtuigen hebben een niet al te uitgebreid instrumentarium, slechts de snelheidsmeter en de hoogtemeter verplicht aanwezig.

### Snelheidsmeter
Deze werkt door de stuwdruk te meten. Er staan verschillende kleuren op de snelheidsmeter.
- Groen deel: veilige vliegsnelheid, alle roeruitslagen toegestaan
- Gele deel: beperkte roeruitslagen in verband met mogelijke overbelasting van de kist
- Rode markering: Vne ( Never Exceed Speed ) de maximale vliegsnelheid die nooit overschreden mag worden.
- Gele driehoek: aanbevolen landingssnelheid.
- Witte band: snelheidsgebied waarin de welvingskleppen naar de landingsstand mogen worden getrokken.

### Hoogtemeter
Dit is in feite een barometer gekoppeld aan een hoogteschaal. De hoogtemeter is verstelbaar zodat hij afgesteld kan worden op:
- QFE (waarbij de hoogtemeter als het vliegtuig zich op veldhoogte bevindt “0” aangeeft )
- QNH: De QNH is de druk gemeten op het officiële niveau van het vliegveld teruggerekend tot zeeniveau volgens de ICAO-standaardatmosfeer. In feite wordt de hoogtemeter ingesteld op de -op dat moment- heersende druk op zeeniveau (informatie komt van de meteorologische dienst).
- QNE: De hoogtemeter wordt ingesteld op 1013,2 hPa (de waarde van de ICAO standaardatmosfeer).

### Variometer
De variometer meet de verticale snelheid in het luchtruim. De variometer wordt (intensief) gebruikt om thermiekbellen te vinden.
Om het instrument zit optioneel nog een MacCready-ring omheen. Een variometer meet de drukvariatie van de lucht. Loopt die snel op of terug, dan wordt dat weergegeven als dalen of stijgen. Het geheel werkt met een thermosfles op het principe van een vertraging. Bij verandering van druk zal de lucht in de fles langzamer toe- of afnemen, wat dan door een wijzer wordt weergegeven.
Eventueel kan ook een elektronische versie van de variometer worden ingebouwd, die door middel van geluidssignalen aangeeft of het vliegtuigzicht in stijg- of daalwind bevindt.

### Piefje
Het piefje is een draadje, doorgaans van wol, dat voor op de cockpit is geplakt om een indicatie te geven over de luchtstroming over de cockpitkap. Als het vliegtuig gecoördineerd vliegt, dan komt de stroming recht van voren. Staat het piefje schuin op de kap, dan "slipt" of "skidt" het vliegtuig en corrigeert de piloot dit door middel van het richtingsroer.
Een wat verouderd piefje bestaat uit een gekleurde papieren kegel die in een beschermende lak is gedoopt en met een draadje aan de pitotbuis gebonden is die zich voor op de neus bevindt.

### Overige
Verder zit in de meeste vliegtuigen nog een VHF-radio ingebouwd. In Nederland mag er op zeven frequenties vrij gezonden worden door de zweefvliegerij.
Ook worden er vluchtcomputers (bijvoorbeeld van LX) ingebouwd om zo optimaal te kunnen vliegen (steeksnelheidberekening, zie MacReadyring onder Variometer), gps-systemen en EFIS-displays. Het Ministerie van Verkeer en Waterstaat heeft besloten dat alle luchtvaartuigen (en ook parachutisten, ballonnen etc.) een transponder moeten voeren en deze in bepaalde gebieden (de zgn. Transponder Mandatory Zones, TMZ's) in moeten schakelen met code (squawk) '7000'.
Ook hebben vliegtuigen die geschikt zijn voor kunstvliegen (o.a. ASK-21, Fox) een G-meter aan boord om de g-kracht te meten.
Verder zit er in sommige vliegtuigen ook een slipindicator om te kijken of er zuivere, gecoördineerde bochten worden gevlogen.
Sommige vliegtuigen beschikken over een kunstmatige horizon.
Vanzelfsprekend hebben motorzwevers en zweefvliegtuigen met klapmotor motorinstrumenten aan boord.

## Zweefvliegvelden
Zweefvliegen gebeurt vaak in clubverband. Er is een team van mensen nodig om een "zweefvliegbedrijf" te opereren (tiploper, kabelrijder, lierist, lichtgever enz.).
In Nederland zijn ongeveer veertig zweefvliegvelden waar zich een zweefvliegclub bevindt, waaronder tien op militaire vliegvelden. Vliegveld Terlet is een belangrijk zweefvliegcentrum.
In België zijn er ongeveer zestien zweefvliegvelden, waaronder vijf op militaire vliegvelden. Het nationale zweefvliegcentrum is gevestigd op Aérodrome de Saint-Hubert.

## Opleiding
Zweefvliegen mag in Nederland en België beoefend worden vanaf 14 jaar. De Nederlandse zweefvliegopleiding bestaat uit drie fases: EVO, VVO-1 en VVO-2.

### EVO (elementaire vliegopleiding)
In deze fase worden de beginsdelen van het vliegen geleerd. De leerling wordt DBO’er genoemd. DBO staat voor dubbele besturingsonderricht. De leerling zit voorin in een tweezitter en de instructeur achterin. In het begin leert de leerling hoe de roeren werken, gecoördineerde bochten maken en rechtuitvliegen. Zodra de leerling dit onder de knie heeft, wordt er begonnen met het leren van de start. Als laatste leert de leerling een circuit vliegen en landen. Landen is het moeilijkste onderdeel van de elementaire vliegopleiding. De instructeur bepaalt wanneer de leerling zijn eerste solovlucht mag maken. Gemiddeld mag men na 50 à 75 starts solovliegen.
Een 'solist' vliegt onder toezicht en verantwoordelijkheid van een instructeur, en moet binnen het zicht blijven (niet verder dan 5 km van het veld).

### VVO-1 (voortgezette vliegopleiding deel 1)
In deze fase worden er oefeningen gedaan voor het halen van het brevet. De leerling wordt in deze fase solist genoemd. De solist staat onder de verantwoordelijkheid van de instructeur. Bij rustig weer en met recente vliegervaring mag de solist alleen vliegen. Dit wordt beoordeeld door de instructeur. In Nederland moet de solist onder andere deze landingen een aantal keer laten zien voordat hij examen mag doen:
- doellandingen, de eerste aanraking met de aarde moet in een veld zijn van 30 bij 30 meter.
- sliplandingen, op het laatste stuk van de landing wordt er ongecoördineerd gevlogen. Hierdoor heeft het zweefvliegtuig veel weerstand en daalt het sneller.

Na drie goed uitgevoerde examenvluchten krijgt de solist in Nederland zijn brevet.

### VVO-2 (voortgezette vliegopleiding deel 2)
In deze fase wordt de vlieger in Nederland ZVB-er genoemd. ZVB staat voor zweefvliegbewijs, dit is de oude naam voor het brevet; tegenwoordig heet het GPL:"Glider pilot licence". De vlieger is nu zelf verantwoordelijk voor zijn vluchten en kan passagiers meenemen, gaan kunstvliegen en/of overlandvliegen.
Het GPL moet elke twee jaar worden verlengd. Men moet dan in ieder geval in het jaar voorafgaand aan de verlenging twintig starts gemaakt hebben of minimaal drie uur hebben gevlogen. Men kan drie aantekeningen krijgen: lieren, slepen, en zelfstart. Voor elk van die drie onderdelen dient men afzonderlijk examen te doen.

## Wedstrijden

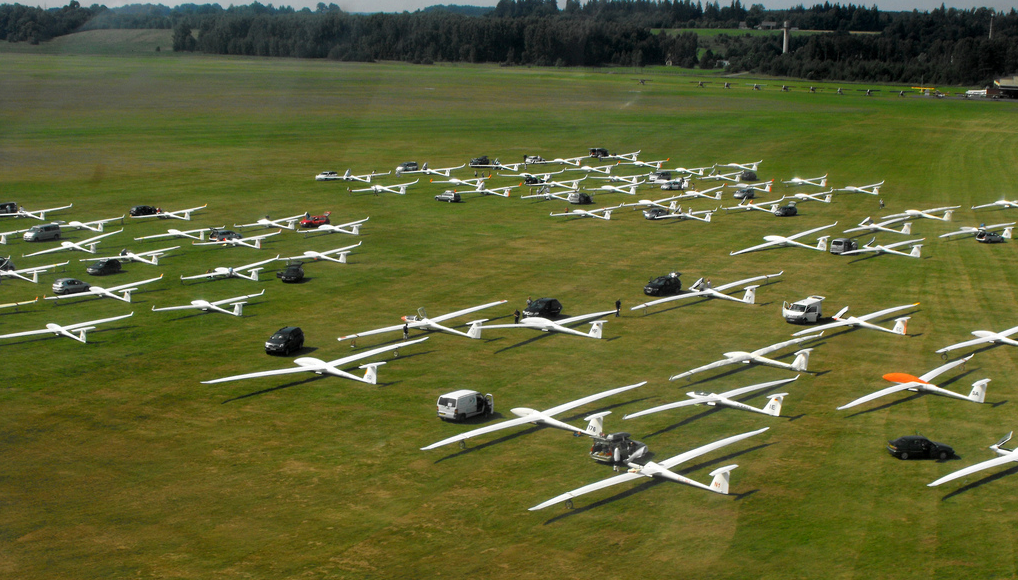
Vliegtuigen staan klaar bij een wedstrijd

Bij een wedstrijd wordt een overlandvlucht door alle deelnemers gevlogen, ze krijgen dezelfde opdracht. De winnaar is diegene die de meeste punten heeft gehaald voor de opdracht. Hoe sneller iemand vliegt (afstand delen door de tijd), des te meer punten hij krijgt. Bepaalde vliegtuigen hebben betere prestaties en daarom wordt er een correctie (handicap) op toegepast. Als een deelnemer door verboden gebieden heenvliegt, krijgt hij strafpunten of geen punten. Elke twee jaar worden Wereldkampioenschappen Zweefvliegen gehouden in verschillende klassen.
Een wedstrijd is vaak onderverdeeld in verschillende klassen. De klassen worden onderverdeeld naar de handicap/eigenschappen van de zweefvliegtuigen.
- wereldklasse, iedereen vliegt hetzelfde vliegtuig:(PW5)
- clubklasse, de oudere generatie standaardklasse vliegtuigen: (LS1f, LS4, DG300, Cirrus, Jantar, ASW19 etc)
- 13.5 meter klasse, zweefvliegtuigen met een maximale spanwijdte van 13.5 meter: mini Lak, Silent 2, AS 13,5m
- standaardklasse, zweefvliegtuigen met een spanwijdte van 15m of kleiner zonder variabel vleugelprofiel (flaps): (Discus 2, ASW28, LS8)
- 15m klasse, zweefvliegtuigen met een spanwijdte van 15m of kleiner met variabel vleugelprofiel (flaps): (Ventus 2, ASW27, LS6, Diana 2, Js3 15m)
- 18m klasse, zweefvliegtuigen met een spanwijdte van 18m of kleiner: (Ventus 2cx, ASG29, DG808, LS10, Js3 18m)
- 20m 2-zitter klasse , zweefvliegtuigen met een spanwijdte van 20m en met 2 zitplaatsen: (Duo Discus, DG1000)
- open klasse, zweefvliegtuigen die niet in de andere klassen kunnen worden geplaatst (Nimbus 4(D), ASW22, Js 1 ASH25, Eta)

## Brevetten en prestatiebrevetten

### Brevetten
In Nederland gaf de overheid voor 1 oktober 2004 de brevetten uit onder de naam RPL(G) (Recreational Pilot Licence Glider). Tegenwoordig worden de brevetten uitgeven door de KNVvL onder de naam GPL (Glider Pilot License), als gevolg van de deregulering van de overheid. Het GPL is, net zoals het RPL(G), internationaal erkend. Het GPL wordt door veel zweefvliegers nog het ZVB (zweefvliegbewijs) genoemd. Voor het RPL(G) heette het brevet namelijk ZVB.
Op het brevet kunnen verschillende aantekeningen staan, zoals bevoegdheid voor de lierstart, de sleepstart en instructie geven.
Eisen voor het behalen van het GPL:
- theorie-examen, bestaande uit de volgende vakken[6]:
  - voorschriften
  - meteorologie
  - zweefvliegtuigen, bestaande uit de onderdelen aerodynamica, constructie en startmiddelen.
  - instrumenten
  - navigatie
  - human performance and limitations
- praktijkexamen, voordat praktijkexamen gedaan mag worden moet aan de volgende eisen worden voldaan:
  - geslaagd voor het theorie-examen
  - minstens veertig solostarts gemaakt met een gezamenlijke vluchtduur van minstens zes uur.
  - VVO-1 oefeningen beheersen
  - vijf doellandingen achterelkaar hebben gemaakt op ten minste twee verschillende vliegdagen
- leeftijd hebben van 16 jaar of ouder

### Prestatiebrevetten
Een uitdagend aspect aan zweefvliegen is het halen van prestatiebrevetten (in het Engels badges). De eisen voor de lagere brevetten zijn per land verschillend.
Voor Nederland (uitgegeven door de KNVvL):
- A, eerste solovlucht, wordt niet meer uitgegeven
- B, eerste vijf solovluchten, 13763[7] keer uitgegeven
- C, eerste solovlucht langer dan een half uur. 8824[7] keer uitgegeven

De hogere brevetten, vanaf D (zilver), zijn vastgesteld door de Fédération Aéronautique Internationale.
Voor Nederland:
- D (zilver), 3410[7] keer uitgegeven. Eisen:
  - een solovluchtduur van meer dan vijf uur
  - een overlandvlucht waar meer dan 50 km is afgelegd
  - een hoogtewinst van meer dan 1000 meter
- E (goud), 479[7] keer uitgegeven. Eisen:
  - een overlandvlucht waar meer dan 300 km is afgelegd
  - een hoogtewinst van meer dan 3000 meter
- F (diamant), meer dan 140 keer uitgegeven. Eisen:
  - een doel overlandvlucht waar meer dan 300 km is afgelegd
  - een overlandvlucht waar meer dan 500 km is afgelegd
  - een hoogtewinst van meer dan 5000 meter
- 750 km, diverse Nederlanders zijn eigenaar van dit brevet
- 1000 km, 652[7] keer uitgegeven

## Records

### Wereld
- Vrije afstand gebruikmakend van drie of minder keerpunten: 3009 km Klaus Ohlmann
- Hoogtewinst: 14.938 meter R. Harris
- Absolute hoogte: 23.203 meter Jim Payne en Tim Gardner
- Snelheid over een driehoek van 100 km: 249,09 km/h Horacio Miranda
- Snelheid over een driehoek van 1000 km: 169,72 km/h H. Fisher

### België
De Belgische majoor André Massaux vestigde op 26 juli 1925 een nieuw wereldrecord toen hij 10 uur en 41 minuten in de lucht bleef.

### Nederland
Op 10 en 11 juli 1937 werd boven de duinenstrook tussen Katwijk en Scheveningen door J.K. Hoekstra het huidige Nederlandse duurrecord gevestigd van 24 uur en 3 minuten.
Omdat er 's nachts geen thermiek is, werd dit record gevestigd in de duinen door in zogenaamde hellingstijgwind te vliegen. Dat is wind die of van zee of van land komend, langs de duinhellingen omhoog waait. De vlieghoogte was gemiddeld 30 meter.